# Óscar Fabbiani
Óscar Fabbiani (né le 17 décembre 1950 à Buenos Aires en Argentine) est un footballeur argentino-chilien, international pour le Chili qui jouait au poste d'Attaquant.

## Biographie
Fabbiani est trois fois meilleur buteur du championnat chilien avec le Palestino et est meilleur buteur de North American Soccer League avec les Tampa Bay Rowdies en 1979.
Son neveu Cristian El Ogro a joué en Argentine au Club Atlético River Plate.

## Titres
| Saison | Équipe            | Titre                                          |
| ------ | ----------------- | ---------------------------------------------- |
| 1976   | Palestino         | Meilleur buteur de la Primera División Chilena |
| 1977   | Palestino         | Meilleur buteur de la Primera División Chilena |
| 1978   | Palestino         | Meilleur buteur de la Primera División Chilena |
| 1979   | Tampa Bay Rowdies | Meilleur buteur de la NASL                     |